# Hwang Woo-suk
Pour les articles homonymes, voir Hwang.
Hwang Woo-suk (né le 29 janvier 1953 dans le district de Buyeo, province du Chungcheong du Sud) est un scientifique sud-coréen réputé pour ses recherches sur les cellules souches. En décembre 2005, ses travaux sont considérés suspects, pour ne pas dire faux. Le 23 décembre, une commission d'enquête affirme que ses résultats ont été falsifiés. Le 12 mai 2006, il est officiellement inculpé par les autorités sud-coréennes puis condamné en première instance, en 2009, à 2 ans de prison.

## Biographie
Hwang est professeur au département de thériogénologie et de biotechnologie de l'Université nationale de Séoul.
En 2004, Hwang et son équipe publient un article dans le magazine Science annonçant qu'ils sont les premiers au monde à réussir à cloner un embryon humain pour la recherche scientifique (production d'une lignée de cellules-souches à partir de transfert de noyau de cellules somatiques dans un ovule). En mai 2005, Hwang publie un second article affirmant qu'il a réussi à produire 11 lignées de cellules souches, chacune à partir d'une personne différente. Ce travail laisse alors entrevoir l'avènement d'une nouvelle ère thérapeutique, au plus près du malade et de la maladie, caractérisée par la production de cellules souches issues de et destinées à des personnes malades, dans le but de guérir leurs organes dysfonctionnels sans risques de rejets par exemple. Hwang fait la une de l'actualité quand il critique la politique du président des États-Unis sur la recherche des cellules souches.
Le 3 août 2005, Hwang et son équipe clonent pour la première fois au monde un chien. Le chiot, un lévrier afghan, s'appelle Snuppy.
En novembre 2005, le Pr Gerald Schatten de Pittsburgh, avec qui il travaillait depuis deux ans, l'accuse de ne pas respecter certaines règles éthiques : il aurait utilisé des ovocytes de jeunes femmes rémunérées, sans expliquer l'emploi qui devait en être fait. Cette prise de position marque le début d'une polémique qui va s'amplifier rapidement jusqu'à invalider les résultats les plus spectaculaires obtenus par Hwang sur le clonage de cellules humaines.
Après avoir brièvement nié les faits qui lui sont reprochés, devant l'accumulation de témoignages accablants, Hwang les reconnaît en décembre 2005 et démissionne dans les semaines qui suivent de toutes ses fonctions officielles.
Entre autres choses, l'un de ses collaborateurs avait reconnu que plusieurs photos de cellules clonées étaient fausses. Hwang et les autres signataires ont demandé au magazine Science de rétracter l'un de ses articles.
Le 23 décembre 2005, une commission d'enquête de l'Université de Séoul confirme que ses résultats sont falsifiés. En conséquence, l'ensemble de ses travaux sur le clonage de cellules humaines est maintenant considéré comme suspect. La commission n'invalide cependant pas les résultats de Hwang sur le chien Snuppy, dont le caractère de clone a été confirmé indépendamment par une étude conduite au NIH.
Le 29 décembre 2005, un enquêteur a annoncé qu'aucun des onze clones spécifiques que Hwang a affirmé avoir créés n'existe. Le gouvernement sud-coréen aurait également tenté, par crainte du scandale, de suborner les scientifiques qu'ils soupçonnaient de pouvoir alerter l'opinion.
Le 12 mai 2006, il est inculpé par les autorités sud-coréennes pour « fraude, détournement de fonds et violation des lois sur la bioéthique » et condamné à 2 ans de prison en octobre 2009 pour « violation de la loi bioéthique du pays et le détournement de huit cent trente millions des fonds publics ». Sa condamnation est confirmée en appel, en décembre 2010, mais est réduite de 6 mois. Entre-temps, en 2006, il a créé Sooam, société qui clone commercialement des chiens pour des maîtres rêvant d'immortaliser leur compagnon chéri.

## Cellules souches embryonnaires humaines parparthénogenèse
Selon une étude de chercheurs américains, canadiens et japonais parue dans la revue Cell Stem Cell le 2 août 2007, et ayant eu accès à la lignée cellulaire de leurs confrères sud-coréens, le professeur Hwang et son équipe auraient toutefois bien réalisé, à leur insu, une première scientifique en obtenant in vitro des cellules souches embryonnaires humaines, mais par parthénogenèse et non par clonage.
En effet, chez les mammifères, le développement parthénogénétique ne permet ordinairement pas de créer des embryons viables.
Le protocole scientifique utilisé par le professeur Hwang rendait difficile d'opérer une distinction entre clonage et parthénogenèse, et son erreur a alors consisté à ne pas avoir procédé aux vérifications nécessaires.